# Carlos Alberto Becerril
Carlos Alberto Becerril, (1958 - ) periodista y escritor mexicano, nacido en la Ciudad de México. Reconocido sociólogo, politólogo y analista. Su actividad profesional la ha desarrollado en medios internacionales de comunicación en varias partes del mundo. 
El escritor ha publicado varios libros como redactor jefe de la empresa Soluciones Intergrales en Comunicación (SIC) entre los que destaca, "El mejor lugar para vivir" y el libro de la "Asociación de Industriales del Estado de México 2011",obras que han sido reconocidas como verdaderas obras de colección y que tan sólo son una pequeña parte de un amplio acervo de trabajos editoriales realizados por el autor en las últimas dos décadas. 
- Datos: Q5749544